# مارک اسمیت (بازیکن فوتبال، زاده ۱۹۶۴)
مارک اسمیت (انگلیسی: Mark Smith؛ زادهٔ ۱۶ دسامبر ۱۹۶۴) بازیکن فوتبال اهل بریتانیا است.
از باشگاه‌هایی که در آن بازی کرده‌است می‌توان به باشگاه فوتبال استوک سیتی، باشگاه فوتبال شروزبری تاون، باشگاه فوتبال سلتیک، باشگاه فوتبال ناتینگهام فارست، باشگاه فوتبال منزفیلد تاون، و باشگاه فوتبال ریدینگ اشاره کرد.